# Córdoba (periódico)
El Córdoba, a veces denominado Diario Córdoba, es un periódico español editado en la ciudad de Córdoba y el de mayor difusión en la provincia homónima. Se publica ininterrumpidamente desde el 25 de julio de 1941, habiéndose consolidado como el principal diario de la provincia de Córdoba. En la actualidad pertenece al grupo Prensa Ibérica.

## Historia
Fue fundado el 25 de julio de 1941, siendo el sucesor del diario falangista Azul, órgano oficial de Falange Española Tradicionalista y de las JONS en la provincia Córdoba. Por ello el diario pertenecía a la Cadena de prensa del Movimiento, situación que se mantuvo durante toda la Dictadura franquista. Durante casi cuarenta años constituyó el único diario que existió en la capital cordobesa, circunstancia a pesar de lo cual tuvo una tirada modesta de unos 5000 ejemplares durante las décadas de 1940 y 1950. A comienzos de la década de 1970 la tirada había aumentado hasta los 9000 ejemplares.
Durante la Dictadura franquista en sus talleres llegó a editarse la edición provincial de la Hoja del Lunes.
Tras la muerte de Franco el Córdoba  pasaría a depender del organismo público Medios de Comunicación Social del Estado. El 1 de febrero de 1984 el Estado puso a la venta el diario, siendo adquirido por una empresa privada ligada al Partido Socialista Obrero Español (PSOE) que hasta entonces había editado La Voz de Córdoba —y que desaparecerá ese mismo año—. Unos años después el diario Córdoba fue adquirido por el Grupo Zeta. Hasta el año 2000 el diario disfrutó de una hegemonía absoluta —teniendo en 1999 una cuota de mercado del 67%—, al no tener publicaciones rivales en la provincia. No obstante, desde esa fecha ha debido hacer frente a la implantación de otros diarios, como el ABC de Córdoba —editado por Vocento— o El Día de Córdoba —editado por el grupo Joly—, lo que ha hecho que su cuota de mercado se redujera un 34%.
En 2009 la segunda oleada del Estudio general de medios (EGM) colocó al diario Córdoba como el quinto periódico de Andalucía, con una audiencia 104.000 lectores —por detrás de diarios como Sur de Málaga, ABC de Sevilla o el Diario de Cádiz—. Para 2010 las cifras se habían reducido, teniendo una audiencia de 89.000 lectores y una difusión media de 13.491 ejemplares.

## Directores
| Nombre                     | Duración        |
| -------------------------- | --------------- |
| José Escalera del Real     | 1941            |
| Primitivo García Rodríguez | 1941-1944       |
| Pedro Álvarez Gómez        | 1944-1972       |
| Federico Miraz Fernández   | 1972-1982       |
| Juan Ojeda Sanz            | 1982-1984       |
| Manuel Gómez Cardeña       | 1984-1986       |
| Antonio Ramos Espejo       | 1986-1998       |
| José Higuero Manzano       | 1998-2001       |
| Alfonso Sobrado Palomares  | 2001-2005       |
| Francisco Luis Córdoba     | 2005-2019       |
| Rafael Romero Castillo     | 2019-Actualidad |